# Chantage
Eine Chantage (von frz. chantage = Erpressung) ist die Androhung von Enthüllungen zum Zweck der Erpressung.
In der deutschen Rechtswissenschaft ist von Bedeutung, ob die Drohung mit einer Veröffentlichung widerrechtlich bzw. rechtswidrig ist, etwa im Rahmen einer Anfechtung nach § 123 BGB oder bei der Nötigung und Erpressung (§ 240, § 253 StGB).

## Drohung mit einer Presseveröffentlichung
Eine Presseveröffentlichung unterliegt dem Schutzbereich der Meinungsäußerungsfreiheit nach Art. 5 Abs. 1 Satz 1 GG. Deshalb muss auch die Frage, ob der mit der Information der Presse Drohende sich eines rechtmäßigen oder eines rechtswidrigen Mittels bedient, im Lichte dieses Grundrechts beurteilt werden. Dabei ist die Meinungsäußerungsfreiheit des Drohenden fallbezogen gegen das allgemeine Persönlichkeitsrecht des Bedrohten abzuwägen.
Grundsätzlich sind wahre Äußerungen, auch wenn sie für den Betroffenen nachteilig sind, jedenfalls dann hinzunehmen, wenn sie nicht die Intim-, Privat- oder Vertraulichkeitssphäre betreffen. Auch eine Medienkampagne im Vorfeld oder am Rande einer gerichtlichen Auseinandersetzung ist in den Grenzen des Ehrenschutzes erlaubt. Die Veröffentlichung wahrer Tatsachen ist allerdings nur zulässig, sofern dabei nicht die Diffamierung der Person durch Schmähkritik im Vordergrund steht. Bei einem Beitrag zu einer die lokale Öffentlichkeit wesentlich berührenden Frage spricht aber selbst bei scharfer Kritik eine Vermutung für die Zulässigkeit der freien Rede.
Ähnlich hatte im Juli 2003 die Bundesanwaltschaft in einer Presseerklärung, nicht gegen den damaligen Hamburger Innensenator Ronald Schill wegen Nötigung des Ersten Bürgermeisters Ole von Beust vorzugehen, mitgeteilt: Nach der Rechtsprechung des Bundesgerichtshofs könne erwartet werden, dass Regierungsmitglieder derartigen Angriffen standhalten und hierauf mit politischen Mitteln reagieren. Der angedrohten Veröffentlichung, Beust habe seinen angeblichen Lebenspartner, Justizsenator Roger Kusch, in den Senat geholt und damit Privates mit Dienstlichem verquickt, fehle das „besondere Gewicht“ und „die spezifische staatsgefährdende Zwangswirkung“.

## Drohung mit einer Strafanzeige
Droht ein Erpresser mit der Enthüllung kompromittierender Tatsachen (Schweigegelderpressung, „Chantage“), namentlich mit einer Strafanzeige wegen einer vom Erpressungsopfer seinerseits begangenen Straftat und wehrt der Erpresste sich oder tötet gar den Erpresser, so wird in der Literatur das Gebotensein der Notwehr verneint oder von einer Einschränkung des Notwehrrechts wegen verminderten Rechtsbewährungsinteresses ausgegangen. Das Interesse des Erpressten am Schutz vor Enthüllung einer Straftat verdiene keinen uneingeschränkten Schutz.